# Phare de Capo Santa Croce
Le phare de Capo Santa Croce (en italien : Faro di Capo Santa Croce) est un phare situé sur à l'extrémité du cap éponyme qui se trouve sur le territoire de la commune de Augusta sur la mer Ionienne, dans la province de Syracuse (Sicile), en Italie.

## Histoire
Le phare a été construit en 1859 sous le roi François II (roi des Deux-Siciles), puis avec la proclamation du royaume d'Italie, la structure est passée à la Regia Marina. En 1932, le phare a subi une restauration. Pendant la Seconde Guerre mondiale, c'était un point d'observation côtière exploité par la Regia Marina. En juillet 1943, lorsque le secteur fut bombardé par les Britanniques, le personnel italien quitta le phare. À la fin de la guerre, le phare se tourna vers la Marina Militare et le gardien Cuomo reprit son travail jusqu'en 1979, date à laquelle il prit sa retraite et ne fut plus remplacé car le phare fut automatisé. Le phare marque l'entrée nord du golfe d'Augusta.
La maison du gardien a été abandonnée et est restée en ruine jusqu'en 1995 quand elle a été restaurée pour devenir le bureau de l'Istituto Scientifico di Ricerca Marina. L'Agence des domaines, qui gère les bâtiments appartenant à l' État, y compris les phares, a décidé de le mettre en concession avec une demande de soumissions à un privé pour 50 ans. Le phare a été attribué à une entreprise qui investira un million d'euros pour la rénovation du bâtiment et le transformera en un hôtel d'art de luxe.
Le phare est entièrement automatisé et alimenté sur le réseau électrique. Il est géré par la Marina Militare.

## Description
Le phare  se compose d'une tour cylindrique en pierre blanche de 27 m de haut, avec galerie et lanterne, attachée au côté de la mer d'une maison de gardien d'un étage. La tour est blanche et le dôme de la lanterne est gris métallisé. Il émet, à une hauteur focale de 39 m, deux longs éclats blancs toutes les 12 secondes. Sa portée est de 16 milles nautiques (environ 30 km) pour le feu blanc et 10 milles nautiques pour le feu de réserve.
Identifiant : ARLHS : ITA-035 ; EF-2820 - Amirauté : E1838 - NGA : 10392 .

## Caractéristiques dufeu maritime
Fréquence : 12 secondes (W-W)
- Lumière : 2 seconde
- Obscurité : 2 secondes
- Lumière : 1 seconde
- Obscurité : 6 secondes

|                  |
| Capo Santa Croce |

|          |
| Le phare |

### Lien connexe
- Liste des phares de la Sicile